# Glucuronamida
A glucuronamida é uma hexose relacionada ao ácido glucurónico. Esta molécula derivada do ácido glucurónico, está envolvida na depuração hepática, particularmente na glicuronidacão que permite a excreção renal de certas substâncias.
Este ácido glucurónico é utilizado pelas chamadas propriedades "desintoxicantes", sem que as mesmas tenham sido estabelecidas.